# 坦桑尼亚总统列表
坦桑尼亚总统（英語：President of Tanzania）是坦桑尼亚的国家元首。1962年12月9日坦噶尼喀共和国成立，朱利叶斯·尼雷尔成为唯一一任坦噶尼喀总统。1964年4月26日坦噶尼喀和桑給巴爾合并为坦桑尼亚，朱利叶斯·尼雷尔担任坦桑尼亚首任总统并两度连任，直至1985年主动辞职。
同年10月27日阿里·哈桑·姆维尼当选联合共和国第四届总统，1990年连任。1995年10月坦桑尼亚举行首次多党大选，本杰明·姆卡帕当选联合共和国总统，萨勒明以微弱优势连任桑给巴尔总统。2000年10月，姆卡帕蝉联联合共和国总统，革命党候选人卡鲁姆则当选桑给巴尔总统。
2005年12月，贾卡亚·基奎特当选联合共和国总统，卡鲁姆蝉联桑给巴尔总统。2010年10月，基奎特蝉联联合共和国总统，革命党候选人、原联合共和国副总统谢因当选桑给巴尔总统。
1994年第11次宪法修正案规定，联合共和国政府设总统和1名副总统，总统为国家元首、政府首脑和武装部队总司令，由选民直选产生，获简单多数者当选，任期5年，可连任一届。
总统与副总统必须来自同一政党，并分别来自大陆与桑给巴尔，副总统不能由桑给巴尔总统或联合共和国总理兼任，每届任期5年，连任不得超过两届。总统任命总理，由总理主持联合政府日常事务。

## 列表
| 任次 | 任次 | 肖像   | 姓名             | 任職日期       | 離職日期       | 所屬黨派             |
| ---- | ---- | ------ | ---------------- | -------------- | -------------- | -------------------- |
| 1    | 1    |        | 朱利叶斯·尼雷尔  | 1962年12月9日  | 1985年11月5日  | 坦噶尼喀非洲民族联盟 |
| 1    | 1    | 革命党 | 朱利叶斯·尼雷尔  | 1962年12月9日  | 1985年11月5日  |                      |
| 2    | 2    |        | 阿里·哈桑·姆维尼 | 1985年11月5日  | 1995年11月23日 |                      |
| 3    | 3    |        | 本杰明·姆卡帕    | 1995年11月23日 | 2005年12月21日 |                      |
| 4    | 4    |        | 贾卡亚·基奎特    | 2005年12月21日 | 2015年11月5日  |                      |
| 5    | 5    |        | 约翰·马古富利    | 2015年11月5日  | 2021年3月17日  |                      |
| 6    | 6    |        | 萨米娅·苏卢胡    | 2021年3月18日  | 现任           |                      |